# Новомакаровский
Новомакаровский — посёлок в Аннинском районе Воронежской области.
Входит в состав Рамоньского сельского поселения.

## Население
| 2000 | 2005 | 2010 |
| ---- | ---- | ---- |
| 64   | ↘60  | ↘13  |

## География

### Улицы
- ул. Тихая.